# La madre del emigrante
La madre del emigrante, conocida popularmente como La lloca'l Rinconín o La muyerona (del asturiano «La loca del Rinconín« y «La mujerona»), es una escultura de Ramón Muriedas ubicada en Somió, en el paseo marítimo de Gijón, en homenaje a la emigración asturiana por el mundo y primera obra escultórica de lenguaje moderno ubicada en la ciudad.

## Descripción
La obra en bronce representa a una mujer, de pelo encrespado y vestido pegado al cuerpo por el viento, con la mano extendida, en un adiós, y la mirada hacia el mar, lugar por el cual desaparecieron sus hijos, esperando su regreso mientras sufre expuesta a los elementos del mar Cantábrico. 

## Historia
En 1958 tiene lugar el I Congreso de Sociedades Asturianas. En el marco de este congreso se propone al alcalde, Cecilio Olivier Sobera, la creación de un monumento en El Musel u otro sitio de la ciudad que rindiera homenaje a las madres de los emigrantes. La propuesta se acepta y el Ayuntamiento, junto al consulado de Cuba, inicia una Comisión Pro-Monumento. La Comisión Ejecutiva de esta Comisión estuvo integrada por el alcalde de Gijón como presidente, los cónsules de Cuba y Argentina y el presidente del Centro Asturiano de La Habana como vocales; y el director de la Oficina de América como secretario. Luego de algunas discusiones se decidió convocar un concurso abierto a artistas hispanoamericanos para la realización de la escultura.
Sin embargo, no fue hasta marzo de 1964 cuando se conformó el jurado y se dio a conocer el concurso, que permanecería abierto hasta mayo. El dictamen final estaba estimado realizarlo en junio. El concurso se comunicó a los centros asturianos y a las sociedades asturianas a través de la revista Mundo Asturiano, publicación oficial de la Federación Mundial de Sociedades Asturianas y de la Oficina de América. El dictamen se alargó en espera de la ejecución del III Congreso de Sociedades Asturianas, durante el cual se expusieron casi un centenar de maquetas y bocetos que habían sido recibidas para el concurso. A pesar de esto, existían dudas pues el proyecto no había recibido financiación ni se tenía certeza del emplazamiento del monumento; a lo que se sumaba la carencia de unas bases redactadas para la selección del ganador, lo que llevó inevitablemente a postergar nuevamente el proyecto.
En 1967 se retoma el tema asignando a Ramón Muriedas la labor de crear la obra y al cerro de Santa Catalina, por entonces un espacio militar que se esperaba recuperar, como hogar de esta. Los bocetos de la obra fueron presentados durante el IV Congreso Mundial de Sociedades Asturianas, recibiendo opiniones negativas por su estética que fue tildada de «excesivamente moderna». La imagen que por entonces se esperaba perpetuar era una de la madre de antaño con el traje típico asturiano: falda larga fruncida, tocado de pañuelo, toquilla y madreñas. Además de Muriedas, los arquitectos Fernando Castevany y Enrique Álvarez-Sala Morís, serían los encargados del proyecto, que volvería a retrasarse hasta que en 1969 el ayuntamiento de Gijón decidió destinar fondos propios para finiquitar el proyecto. El 2 de septiembre la Comisión Permanente aprueba el presupuesto, que es ratificado por el Pleno al día siguiente. Muriedas realiza un nuevo boceto y se decide emplazar el monumento en el Rinconín, cerca a la zona de Rosario Acuña, pues el cerro de Santa Catalina seguía siendo una zona militar.

### Inauguración
El monumento se inauguró el 18 de septiembre de 1970 en el marco del V Congreso Mundial de Sociedades Asturianas. Se preparó un pedestal sencillo en el Rinconín, pensado originalmente como emplazamiento temporal, con una inscripción también sencilla:

A LAS MADRES 
 DE NUESTROS MIGRANTES
 QUE CON SUS VIDAS
SON SURCO PROFUNDO
DE NUESTRA ESPAÑA
GIJÓN
ASTURIAS 1970

En el acto de inauguración estaban presentes diversas autoridades locales: Ignacio Bertrand Bertrand, alcalde de Gijón; Juan Manuel Mateu de Ros, gobernador civil de Asturias; Aurelio González González, Presidente del Congreso Mundial de Sociedades Asturianas; y Gonzalo García Passigli, representante del Instituto Español de Emigración. Durante su discurso, Ignacio Bertrand aseguró que aquel lugar era provisional, y «posiblemente [La escultura] se coloque más lejos, en el alto de La Providencia».
Tras su inauguración, el monumento recibió múltiples críticas. El diario La Nueva España, titulaba su edición del 10 de septiembre de 1970 «Un monumento que no gusta». Y es que, se esperaba una escultura más clásica. En el momento de su inauguración resultaba una obra demasiado moderna, prueba de ello es lo que se llegó a escribir sobre ella: "ese mamarracho no puede representar un sagrado símbolo como son las madres de nuestros emigrantes a América".

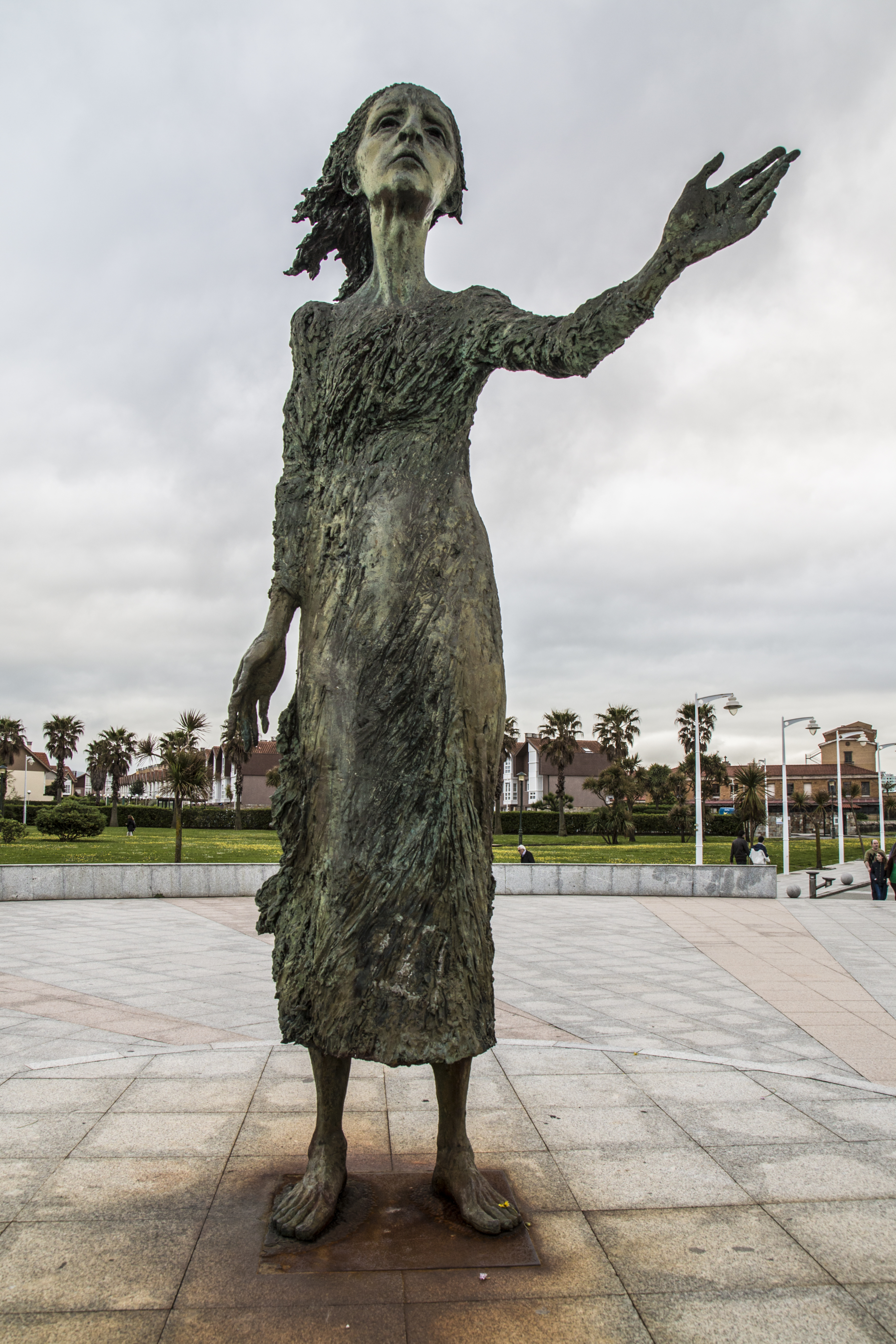
Vista frontal.

### Explosión y posteriores reparaciones
En 1976, un explosivo dañó la parte inferior de la estructura, que fue pintada tan solo para cubrir el daño. El monumento, ya afectado por la explosión, quedó inclinado luego de un fuerte temporal que azotó las costas de Asturias y Cantabria, dejando a la figura en una penosa situación. 
Ninguna reparación fue preparada hasta que un ciudadano pidió al Ayuntamiento que le vendiera la estructura, tras lo cual se decide repararla en 1995. El encargado de realizar la reparación sería Francisco González Macías, quien reconstruyó los pies de la figura y la dotó de una mayor estabilidad a través de ejes mayores y una base para asegurar su sujeción. También modificó la cabeza y la mano izquierda.
Tras la reparación el monumento quedaría relegado a un almacén y no sería emplazado de nuevo en el Rinconín hasta la elección del primer gobierno democrático de la ciudad a principios de los 80. Finalmente entre 1995 y 1996 se reemplazó su pedestal y se la ubicó en una pequeña plazoleta levemente elevada a la que se accede a través de una pequeña escalinata. La inscripción del pedestal fue sustituida por el poema Al son del agua del poeta gijonés Alfonso Camín.
Entre febrero y julio de 2004 fue sometida a una restauración integral, ya que su estado estaba dañado. Concretamente le faltaban varios dedos de la mano derecha, presentaba grietas en los pies, y su estructura interna estaba oxidada.
En 2012 volvió a ser reparada, después de sufrir un acto vandálico en el que se le mutiló el dedo corazón de la mano derecha.